# Scherz

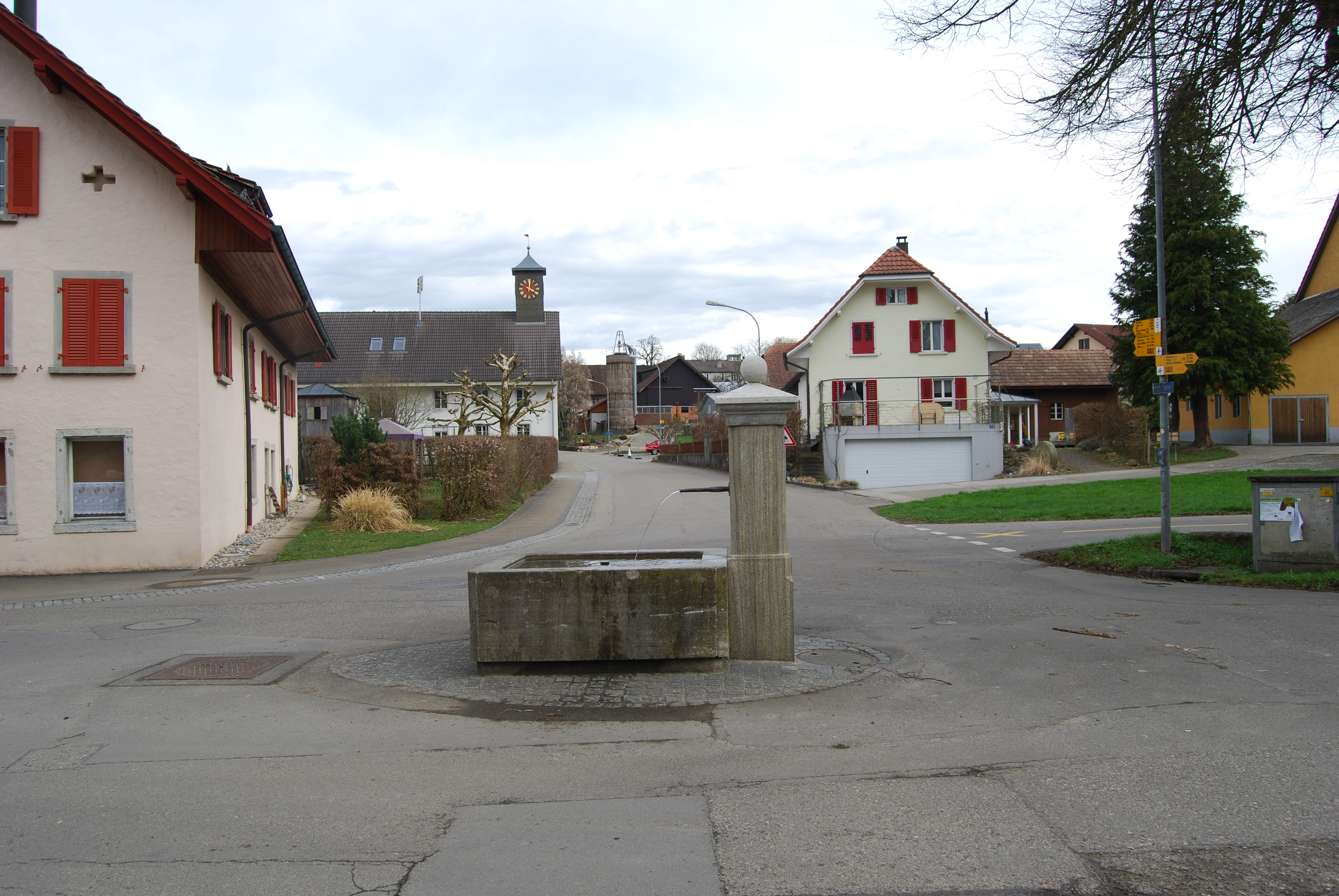
Scherz

Scherz is een plaats en voormalige gemeente in het Zwitserse kanton Aargau, maakt deel uit van het district Brugg en sinds 1 januari 2018 van de gemeente Lupfig.
Scherz telt 652 inwoners.